# Vật liệu siêu cứng

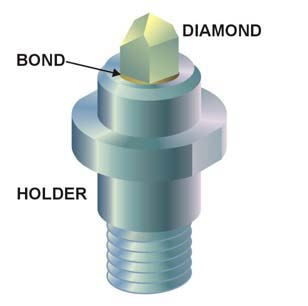
Mũi thử (nanoindenter) có đầu kim cương dùng để xác định độ cứng và một số thuộc tính liên quan của vật liệu.

Vật liệu siêu cứng là loại vật liệu có độ cứng trên 40 gigapascal (GPa) đo được bằng kiểm định độ cứng Vickers. Những vật liệu này là những chất rắn không nén được, có mật độ electron lớn và nhiều liên kết cộng hóa trị. Nhiều ngành như làm dụng cụ mài, đánh bóng, cắt, làm phanh đĩa trước cho xe mô tô hay lớp phủ bảo vệ chống mài mòn hưởng lợi lớn từ các đặc điểm độc nhất của vật liệu siêu cứng.
Cho tới thời điểm hiện nay, kim cương là loại vật liệu có độ cứng lớn nhất và có độ cứng Vickers nằm trong khoảng từ 70 GPa đến 150 GPa. Kim cương có tính dẫn nhiệt và cách điện tốt. Hiện nay việc tìm kiếm ra ứng dụng thực tế của kim cương đang được quan tâm nhiều, tuy nhiên việc sử dụng kim cương đại trà trong công nghiệp bộc lộ một vài hạn chế, đơn cử như giá thành cao và hiện tượng kim cương bị oxy hóa khi nhiệt độ cao hơn 800 °C. Bên cạnh đó, kim cuơng còn bị hòa tan trong sắt ở nhiệt độ cao và tạo ra cementit (sắt carbide - Fe3C) khiến cho việc cắt các vật liệu chứa sắt (trong đó có thép) bằng kim cương trở nên không hiệu quả. Vì vậy các nghiên cứu về vật liệu siêu cứng hiện nay chú trọng vào các hợp chất có tính bền (cụ thể là bền nhiệt và bền hóa học) hơn kim cương tinh khiết.
Công cuộc khám phá ra các vật liệu siêu cứng mới có hai hướng chính. Trong hướng tiếp cận thứ nhất, các nhà nghiên cứu mô phỏng lại các liên kết cộng hóa trị của carbon trong cấu trúc tinh thể của kim cương bằng cách phối hợp các nguyên tố như bor, carbon, nitơ và oxy. Hướng tiếp cận này bắt đầu phổ biến từ thập niên 1980 khi mà người ta khám phá ra carbon nitride (C3N4) và các hợp chất ba nguyên tố B-C-N. Trong hướng tiếp cận thứ hai, người ta hướng tới việc chế tạo ra vật liệu siêu cứng có sự kết hợp với các nguyên tố nhẹ hơn (bor, carbon, nitơ và oxy) và đồng thời đưa vào các kim loại chuyển tiếp với mật độ electron hóa trị cao để gia tăng độ không nén được cho vật liệu. Hướng tiếp cận này đòi hỏi phải phối hợp các kim loại có độ cứng thấp, mô đun đàn hồi khối lớn với các nguyên tử hình thành liên kết cộng hóa trị để tọa ra vật liệu siêu cứng. Wolfram(IV) carbide có thể được coi là một sản phẩm được ứng dụng trong công nghiệp của hướng tiếp cận này, mặc dù người ta không coi nó là vật liệu siêu cứng. Ngoài ra người ta còn có một lĩnh vực nghiên cứu vật liệu siêu cứng tiềm năng liên quan tới các hợp chất boride của kim loại chuyển tiếp và đã cho ra đời các hợp chất như rheni điboride (ReB2), osmi điboride (OsB2) và wolfram tetraboride (WB4). 
Ta có thể phân chia các vật liệu siêu cứng thành hai nhóm: nhóm vật liệu cứng thuần (intrinsic compound) và nhóm vật liệu cứng không thuần (extrinsic compound). Nhóm vật liệu cứng thuần gồm các hợp chất có tính cứng sẵn có như kim cương, tinh thể bor nitride lập phương tâm mặt, beta nitride carbon, và các hợp chất ba nguyên tố đơn cử như B-N-C. Ngược lại, nhóm vật liệu cứng không thuần bao gồm các hợp chất có tính siêu cứng và một số đặc tính cơ học khác được xác định không phải bởi thành phần nguyên tố của chúng mà bởi cấu trúc vi mô của chúng, ví dụ như sợi nano kim cương tổng hợp (Aggregated diamond nanorod - ADNR). 

## Định nghĩa về độ cứng

Sơ đồ kiểm định độ cứng Vickers

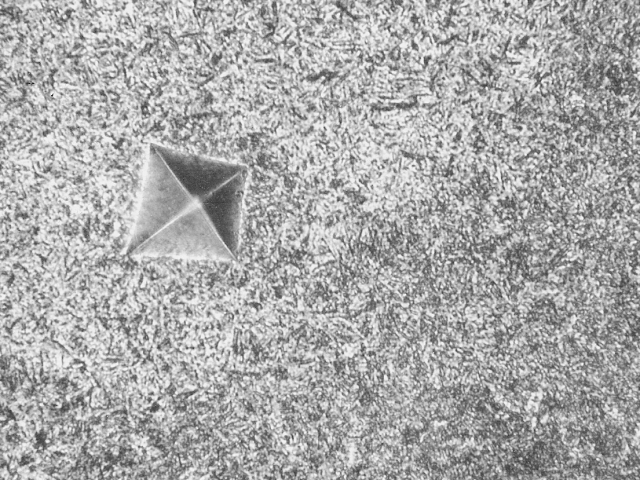
Vết lõm tạo bởi mũi thử trên một miếng thép thấm carbon sau khi thực hiện kiểm định Vickers.

Độ cứng của một vật liệu có liên quan đến tính không nén được, tính đàn hồi và tính chống biến dạng trượt. Một vật liệu siêu cứng không bị biến dạng dẻo khi kéo dãn, thường có mô đun đàn hồi trượt và mô đun đàn hồi khối lớn. Vật liệu siêu cứng lí tưởng sẽ có mạng tinh thể đẳng hướng và không có khiếm khuyết, nhờ đó mà biến dạng cấu trúc (nguyên nhân làm giảm sức bền cấu trúc vật liệu) được giảm xuống đáng kể. Dù vậy, các khiếm khuyết có thể giúp gia cố các liên kết cộng hóa trị. Theo thường lệ, để tổng hợp ra vật liệu siêu cứng thì cần dùng phương pháp cao áp cao nhiệt (high pressure high temperature), tuy nhiên hiện nay người ta đang cố gắng tổng hợp ra vật liệu siêu cứng với ít chi phí nguyên liệu hơn và giảm tiêu thụ năng lượng.
Trước kia, độ cứng được định nghĩa là khả năng mà một vật liệu có thể làm xước một vật liệu làm chuẩn của thang Mohs và được lượng hóa bởi một số nguyên dương hoặc bán nguyên trong khoảng từ 0 tới 10 trên thang đo độ cứng Mohs. Sau đó người ta phát hiện ra rằng thang đo này quá rời rạc và không tuyến tính. Việc đo độ cứng cơ học của vật liệu từ đó chuyển sang sử dụng một mũi thử (thường làm bằng kim cương) và đo mô đun đàn hồi khối, tạo tiền đề cho sự ra đời của các thang đo Brinell, Rockwell, Knopp và Vickers. Mặc dù hiện nay thang đo Vickers được sử dụng rộng khắp, người ta vẫn còn tranh cãi về tải trọng (lực đặt lên mũi thử tính bằng newton) sử dụng trong kiểm định. Tranh cãi này tồn tại do số đo độ cứng Vickers phụ thuộc vào tải trọng. Vết lõm tạo bởi tải 0.5 N sẽ cho ra số đo Vickers lớn hơn vết lõm tạo bởi tải 50 N. Hiện tượng số đo phụ thuộc vào tải này còn gọi là hiệu ứng cỡ vết lõm (indentation size effect - ISE). Do đó kết quả đo độ cứng chỉ có ý nghĩa khi được ghi nhận cùng với độ lớn tải. Nhiều người còn cho rằng các giá trị độ cứng được ghi nhận nên nằm trong vùng của đường tiệm cận (vùng tải lớn) vì đây là cách ghi nhận độ cứng vật liệu đã được chuẩn hóa.
| Vật liệu  | Độ cứng Vickers (GPa) | Mô đun đàn hồi khối (GPa) |
| --------- | --------------------- | ------------------------- |
| Kim cương | 115                   | 440                       |
| c-BC2N    | 76                    | 282                       |
| c-BC5     | 71                    |                           |
| γ-Bor     | 58                    | 227                       |
| c-BN      | 48, 62                | 400                       |
| OsB2      | 37                    | 395                       |
| B4C       | 35, 38                |                           |
| WB4       | ~30                   |                           |
| AlMgB14   | 26,7                  |                           |
| ReB2      | ~20                   |                           |

Những nhân tố chính trong quá trình phân loại vật liệu siêu cứng là mô đun đàn hồi khối, mô đun đàn hồi trượt và độ đàn hồi. Mô đun đàn hồi khối {\textstyle K} cho biết mức độ không nén được của vật liệu có được bằng cách đo lường sức chống chịu của một chất rắn trong trạng thái ứng suất khối dưới tác dụng của quá trình nén thể tích. Công thức tính mô đun đàn hồi khối:{\displaystyle K=-V{\frac {dp}{dV}}}Trong đó V là thể tích, p là áp suất và {\textstyle {\frac {dp}{dV}}} là đạo hàm của áp suất theo thể tích. Để kiểm định mô đun đàn hồi khối của một vật liệu, người ta lấy một mũi thử đầu nhọn và làm biến dạng bề mặt một vật liệu. Kích cỡ của biến dạng phụ thuộc vào sức chống chịu của vật liệu dưới tác dụng của sự nén thể tích gây ra bởi mũi thử. Các nguyên tố hóa học nào mà có thể tích mol nhỏ và lực liên nguyên tử lớn thì thường có mô đun đàn hồi khối lớn. Kiểm định mô đun đàn hồi khối được cho là kiểm định độ cứng quan trọng được ra đời sớm nhất và ban đầu cho thấy sự tương quan giữa mô đun đàn hồi khối với thể tích mol ({\textstyle V_{m}}) và năng lượng liên kết ({\textstyle E_{c}}) thông qua biểu thức {\textstyle K\approx {\frac {E_{c}}{V_{m}}}}.
Trường phái coi mô đun đàn hồi khối là số đo độ cứng trực tiếp của một vật liệu từng nổi trội hơn cả nhưng hiện nay không còn phổ biến như trước. Một ví dụ đó là một số kim loại kiềm và kim loại quý (như paladi, bạc) có tỉ số giữa mô đun đàn hồi khối và độ cứng Vickers/Brinell lớn một cách bất thường. Đầu thập niên 2000, người ta phát hiện ra mối liên hệ trực tiếp giữa mô đun đàn hồi khối và mật độ electron hóa trị, tức khi trong cấu trúc có hiện diện càng nhiều electron thì lực đẩy trong cấu trúc càng lớn. Hiện nay một trong những số đo quan trọng khi đánh giá tính siêu cứng của một vật liệu là mô đun đàn hồi khối.
Ngược lại với mô đun đàn hồi khối thì mô đun đàn hồi trượt {\textstyle G} đo lường độ chống chịu lại sự biến đổi hình dạng của vật liệu với thể tích không đổi. Đại lượng này có liên quan tới mặt phẳng kết tinh và hướng trượt và được định nghĩa là tỉ số giữa ứng suất trượt ({\textstyle \tau _{xy}}) và độ trượt tỉ đối ({\textstyle \gamma _{xy}}). Công thức tính mô đun đàn hồi trượt: {\displaystyle G={\frac {\tau _{xy}}{\gamma _{xy}}}={\frac {\frac {F}{A}}{\frac {s}{l}}}={\frac {Fl}{As}};G={\frac {E}{2(1+\nu )}}}Trong đó, {\textstyle F} là lực tác động, {\textstyle A} là diện tích chịu tác động, {\textstyle s} là độ trượt tuyệt đối và {\textstyle l} là khoảng cách giữa hai mặt đối diện của một phân tố, {\textstyle E} là mô đun Young và {\textstyle \nu } là hệ số Poisson. Giá trị mô đun đàn hồi trượt của một vật liệu càng lớn thì khả năng chống chịu lực gây ra biến dạng trượt lên nó càng lớn. Vì thế người ta coi mô đun biến dạng trượt là đại lượng chỉ độ cứng của một vật liệu. Mối quan hệ giữa mô đun đàn hồi cắt và mô đun đàn hồi trượt được thể hiện qua biểu thức: {\textstyle {\frac {3}{G}}=2B(1-2\nu )(1+\nu )}, trong đó {\textstyle \nu } là hệ số Poisson (các hợp chất cộng hóa trị thường có {\textstyle \nu } ≈ 1). Nếu một vật liệu chứa nhiều liên kết cộng hóa trị trong cấu trúc thì mô đun đàn hồi trượt sẽ tăng, dẫn tới giá trị hệ số Poisson nhỏ (xem công thức thứ hai)
Một vật liệu cũng được coi là cứng khi nó có khả năng chống lại các biến dạng dẻo. Hiện tượng biến vị nguyên tử gây biến dạng dẻo thường xảy ra ở các vật liệu có nhiều liên kết dài và phi cục bộ, còn ở các vật liệu có nhiều liên kết cộng hóa trị ngắn thì hiện tượng này ít xảy ra hơn. Các hợp chất có nhiều liên kết phi cục bộ thì thường có tính mềm. Một đại lượng khác có liên quan tới độ cứng đó là độ bền chống gãy (không nên nhầm lẫn với đại lượng độ dẻo của vật liệu). Một vật liệu siêu cứng không nhất thiết phải có tính siêu dẻo. Ví dụ, kim cương có độ bền chống gãy vào khoảng từ 7–10 MPa/m², cao hơn độ bền chống gãy của gốm, ngọc và thấp hơn so với của của kim loại – đơn cử như thép và hợp kim nhôm có độ bền chống gãy cao gấp năm lần độ bền chống gãy của kim cương.
Khi đánh giá tính cứng hay siêu cứng của vật liệu thì cần xem xét kỹ nhiều tính chất. Vật liệu có mô đun đàn hồi khối lớn chưa hẳn là vật liệu cứng, mặc dù các vật liệu cứng thường có mô đun đàn hồi khối lớn. Ta cũng cần quan tâm đến tính không đàn hồi của vật liệu. So với mô đun đàn hồi khối, mô đun đàn hồi trượt thể hiện mối tương quan với độ cứng vật liệu mạnh hơn. Các hợp chất cộng hóa trị thường có hằng số lực bẻ cong liên kết và mô đun đàn hồi trượt lớn nên thường có cấu trúc siêu cứng.

## Kim cương

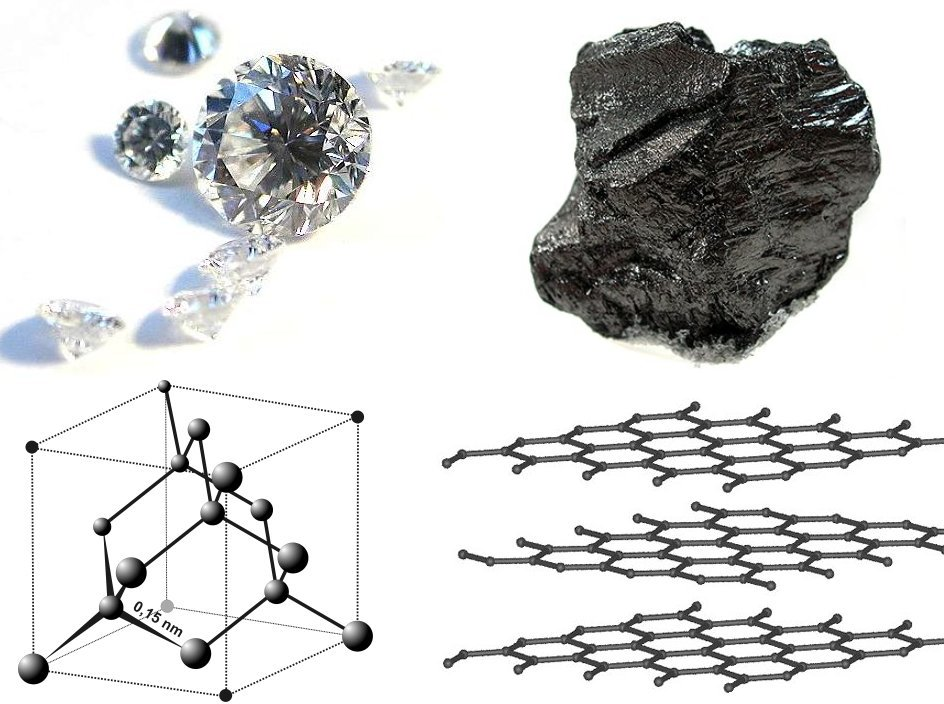
Cấu trúc tinh thể của kim cương và than chì

Kim cương là một dạng thù hình của carbon có cấu trúc tinh thể lập phương kiểu kim cương. Đặc tính của kim cương là tính siêu cứng, không nén được và chúng được nghiên cứu để áp dụng trong lĩnh vực điện và quang học. Do tính chất không đồng nhất giữa các cá thể kim cương tự nhiên hoặc kim cương đen nên việc sử dụng kim cương đại trà trong công nghiệp là không khả thi. Vì thế hiện nay người ta dần chuyển hướng nghiên cứu chủ đạo sang kim cương nhân tạo.

### Kim cương nhân tạo
Nhờ sự phát triển của công nghệ và kỹ thuật, việc tổng hợp kim cương nhân tạo dưới áp suất cao ở Thụy Điển (1953) và Hoa Kỳ (1954) đã đánh dấu một mốc lịch sử trong lĩnh vực tổng hợp vật liệu siêu cứng nhân tạo, đồng thời cho thấy tiềm năng ứng dụng áp suất cao trong lĩnh vực công nghiệp cũng như gây sự chú ý trong giới khoa học. Bốn năm sau đó người ta đã tổng hợp thành công bor nitride cấu trúc tinh thể lập phương (c-BN), chất rắn có độ cứng chỉ đứng sau kim cương.
Kim cương nhân tạo tồn tại dưới dạng đơn tinh thể liên tục hoặc nhiều hạt tinh thể liên kết với nhau qua vùng ranh giới được gọi là biên giới hạt. Một hạt tinh thể bao gồm nhiều siêu hạt có thể thấy được bằng mắt thường do các siêu hạt hấp thụ ánh sáng và tính tán xạ của vật liệu.
Độ cứng của kim cương nhân tạo phụ thuộc nhiều vào độ tinh khiết tương đối của tinh thể, dao động trong khoảng 70–150 GPa. Cấu trúc của tinh thể càng ít khiếm khuyết thì độ cứng của kim cương nhân tạo càng cao. Một số báo cáo cho rằng các tinh thể kim cương tổng hợp bằng phương pháp HPHT và các thể nano của kim cương (sợi kim cương nano tổng hợp) cứng hơn kim cương tự nhiên.
Trước đây người ta cho rằng kim cương tổng hợp phải có cấu trúc hoàn hảo mới có tính ứng dụng. Quan điểm này tồn tại vì kim cương được ưa chuộng nhờ tính thẩm mỹ và các khiếm khuyết trong cấu trúc hay thành phần kim cương có thể thấy được phát hiện bằng mắt thường. Mặc dù quan điểm trên đúng, một số thuộc tính liên quan tới những sai biệt về khiếm khuyết tạo tiền đề cho việc phát hiện ra một số ứng dụng tiềm năng mới của kim cương nhân tạo. Ví dụ, kim cương pha tạp nitơ có sức bền vật liệu cao hơn hay kim cương pha tạp lượng bor tới vài phần trăm tổng số nguyên tử (atomic percent) thì trở thành chất siêu dẫn.

### Vật liệu carbon vô định hình dày đặc
AM-III, hình thành thông qua quá trình luyện fuleren trong nhiệt độ cao, là một dạng carbon vô định hình dày đặc trong suốt với độ cứng Vickers là 113 GPa và hiện là vật liệu vô định hình cứng nhất.

## Bor nitride cấu trúc lập phương
Vào năm 1957, nhà khoa học Robert H. Wentorf Jr. thuộc General Electric đã tổng hợp thành công lần đầu tiên hợp chất bor nitride cấu trúc lập phương (c-BN). Để tổng hợp c-BN, người ta hòa tan bor nitride cấu trúc lục giác (h-BN) trong cặp chất dung môi-xúc tác (solvent-catalyst) như kim loại kiềm, kiềm thổ hoặc các nitride của chúng. Sau đó tiến hành tạo mầm tự sinh của c-BN dưới điều kiện nhiệt độ cao, áp suất cao. Vì có các bước trung gian phức tạp nên lượng thành phẩm c-BN sau khi chế tạo ít hơn và tốn nhiều thời gian hơn so với thành phẩm của quá trình tổng hợp kim cương nhân tạo. c-BN hữu ích trong nhiều ngành công nghiệp nhờ tính không tan của nó trong sắt và một số hợp kim khác (kim cương tan trong sắt ở nhiệt độ cao).

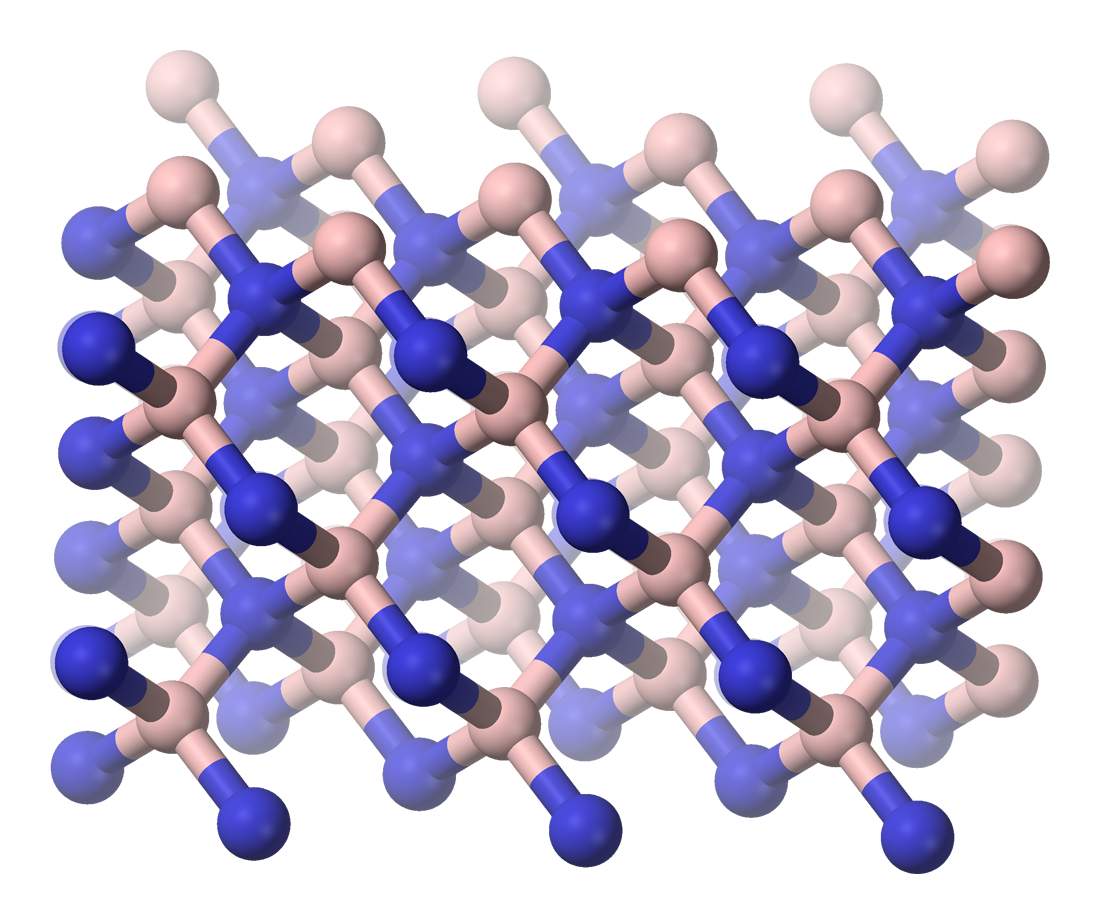
Cấu trúc sphalerit của bor nitride

Hóa vật c-BN tinh khiết thường không có màu hoặc ngả vàng ánh cam, phụ thuộc vào mức độ khiếm khuyết trong cấu trúc tinh thể hoặc dư lượng bor (dưới 1%). Kiếm khuyết có thể xảy ra khi có sự pha tạp giữa các kim loại dung môi-xúc tác (nitride của lithi, calci, magnesi) với nhôm, bor, titani hoặc silic, gây ra thay đổi về hình thái và màu sắc tinh thể c-BN. Các tinh thể c-BN khiếm khuyết này có lượng thành phẩm cao hơn, tinh thể có màu đậm và kích thước lớn hơn (khoảng 500 μm).

### Cấu trúc tinh thể và tính chất
Bor nitride cấu trúc lập phương có cấu trúc tinh thể kiểu sphalerit. Tồn tại liên kết cộng hóa trị mạnh giữa các nguyên tử trong mạng tinh thể bor nitride tương tự như trong kim cương vì liên kết B-N (1.57 Å) có độ dài gần bằng độ dài liên kết C-C (1.54 Å) trong kim cương. Do các liên kết B-N có độ cùng hóa trị thấp hơn của liên kết C-C nên độ cứng Vickers của nó chỉ ở mức 48 GPa (so sánh với độ cứng của kim cương là vào khoảng 100 GPa). Xét theo độ bền nhiệt động học, vì kim cương kém bền hơn than chì nên c-BN kém bền hơn h-BN; tuy vậy tỷ lệ chuyển đổi giữa hai thù hình là không đáng kể ở nhiệt độ phòng.
c-BN không tan trong sắt, nickel và hợp kim của chúng ở điều kiện nhiệt độ cao nhưng liên kết tốt với kim loại thông qua hình thành các lớp boride và nitride xen kẽ nhau. Nó cũng không tan trong đa số acid nhưng tan trong các nitride, muối nóng chảy và một số dung dịch kiềm như LiOH, KOH, NaOH/Na2CO3, NaNO3. Do có tính bền nhiệt và bền hóa học (với kim loại khác) nên c-BN được ứng dụng trong cơ khí nhiều hơn hẳn so với kim cương. Bor nitride còn là một trong những chất cách điện có tính dẫn nhiệt tốt nhất. Bên cạnh đó, c-BN được cấu thành bởi nguyên tố nhẹ nên ít hấp thụ tia X.